# Карлос Куельяр
Ка́рлос Хав'є́р Куелья́р Хіме́нес (ісп. Carlos Javier Cuéllar Jiménez; нар. 23 серпня 1981, Мадрид) — іспанський футболіст, захисник клубу «Маккабі» (Петах-Тіква).

## Досягнення

### Клубні
- Фіналіст Копа дель Рей: 2005
- Володар кубка шотландської ліги: 2008
- Володар кубка Шотландії: 2008
- Фіналіст кубка УЄФА: 2008
- Володар кубка миру: 2009
- Володар кубка Футбольної ліги: 2010
- Володар Кубка Ізраїлю: 2019

### Індивідуальні
- Clydesdale Bank SPL Player of the Year: 2008
- Гравець року за версією Шотландської асоціації футбольних журналістів: 2008